# Carlos Cuerpo
Carlos Cuerpo Caballero (ur. 26 września 1980 w Badajoz) – hiszpański ekonomista i urzędnik państwowy, od 2023 minister gospodarki, handlu i przedsiębiorczości.

## Życiorys
W 2003 ukończył ekonomię na Universidad de Extremadura. W tej samej dziedzinie uzyskiwał magisterium w London School of Economics oraz doktorat na Uniwersytecie Autonomicznym w Madrycie. Zawodowo związany z administracją publiczną, w 2008 dołączył do państwowego korpusu ekonomistów (TCEE). Był analitykiem w hiszpańskim resorcie gospodarki, a następnie w działającej w strukturze Komisji Europejskiej Dyrekcji Generalnej ds. Gospodarczych i Finansowych. Od 2014 zatrudniony w AIReF, organie kontroli skarbowej w Hiszpanii. Był w nim zastępcą dyrektora generalnego ds. długu publicznego oraz dyrektorem pionu analiz ekonomicznych. W 2020 mianowany dyrektorem generalnym ds. analiz makroekonomicznych w ministerstwie gospodarki. W 2021 w tym samym resorcie objął stanowisko sekretarza generalnego skarbu i finansowania międzynarodowego.
W grudniu 2023 dołączył do trzeciego rządu Pedra Sáncheza, zastępując w nim Nadię Calviño na urzędzie ministra gospodarki, handlu i przedsiębiorczości.